# Емил Карл фон Сайн-Витгенщайн-Берлебург
Емил Карл Адоф фон Сайн-Витгенщайн-Берлебург (на немски: Emil Karl Adolf zu Sayn-Wittgenstein-Berleburg; * 21 април 1824, Дармщат; † 16 септември 1878, Егерн на Тегернзе) е принц на Сайн-Витгенщайн-Берлебург.

## Произход
Той е най-големият син на принц Август Лудвиг фон Сайн-Витгенщайн-Берлебург (1788 – 1874), генерал на Насау, политик и държавен министър, и съпругата му Франциска Алесина, наричана фон Швайтцер (1802 – 1878). Внук е на граф, от 4 септември 1792 г. 1. княз Кристиан Хайнрих фон Сайн-Витгенщайн-Берлебург (1753 – 1800), и графиня Шарлота Фридерика Франциска фон Лайнинген-Вестербург (1759 – 1831).

## Фамилия
Първи брак: на 15 юни 1856 г. с румънската принцеса Пулхерия Николайевна Кантакузене-Паскану (* 9 февруари 1840; † 19 август 1865), дъщеря на княз Николае Кантакузене и принцеса Лучия Палади (1821 – 1860). Тя е внучка на Константин, владетел на Влахия (от септември 1848 и юни 1849) и принцеса Пулхерия Росети. Тя умира на 25 години. Те имат една дъщеря:
- Лучия фон Сайн-Витгенщайн-Берлебург (* 18 март 1859, Дармщат; † 24 септември 1903, Дрезден), омъжена на 22 април 1880 г. в Мюнхен за наследствения принц Виктор фон Шьонбург-Валденбург (* 1 май 1856, Ница; † 18 ноември 1888, Потсдам)

Втори брак: на 28 декември 1868 г. (морганатичен брак) във Франкфурт с Камила Стефанска (* 21 януари 1840, Варшава; † 8 септември 1902, Висбаден), която е направена на „фрайфрау фон Клайдорф“ от великия херцог на Хесен на 21 декември 1868 г. Децата им имат титлата „фрайхер (барони) фон Клайдорф“. Те имат децата:
- Лудвиг, фрайхер фон Клайдорф (* 1869; † 1918), женен за Ерна Кюлс (* 1878)
- Куца, фрайин фон Клайдорф